# Artesonraju
Der Artesonraju ist einer von etwa 50 Gipfeln der Cordillera Blanca in den peruanischen Anden. Der Berg in der Region Ancash erfreut sich bei Bergsteigern nicht nur aufgrund seiner Ästhetik großer Beliebtheit, wird von kommerziellen Touren aber noch verschont. Der Gipfel, welcher einer Pyramide ähnelt, befindet sich zwischen zwei Schluchten und erreicht – je nach Quelle – eine Höhe zwischen 5999 und 6025 Metern. Der Gipfel ist im Sommer zur Gänze von Schnee, im Winter von Eis bedeckt. Der Berg wird als Vorlage für den Berg im Logo der Paramount Pictures gesehen.

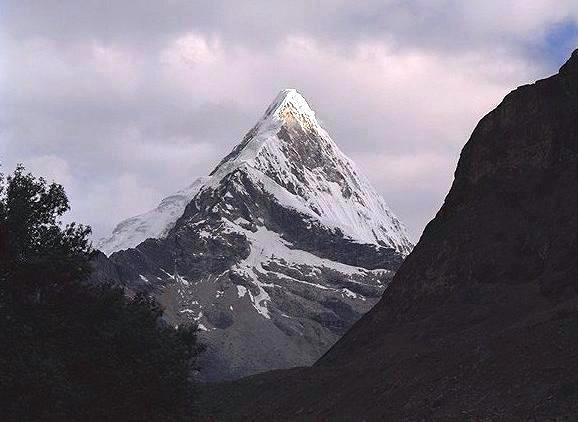
Artesonraju-Gipfel

Für die Besteigung des Artesonraju sind vier Routen bekannt: Die leichteste Route führt von der Santa-Cruz-Schlucht kommend über den Nordgrat. Die Route durch die Südostwand startet in der Lagune von Parón, ist 800 Meter hoch und bietet durchschnittlich zwischen 45 und 55 Grad Eiskletterei (an der steilsten Stelle 70 Grad). Die Südwestwand ist 700 Meter hoch und bietet Eiskletterei zwischen 50 und 80 Grad. Der wenig begangene Ostgrat ist zwischen 40 und 50 Grad steil und wird auf Grund der Länge meist in ein bis zwei Tagen begangen.
Der Gipfelkamm des Berges ist wegen der Fragilität der überhängenden Séracs berüchtigt. Zu Beginn der Klettersaison besteht große Lawinengefahr. Als optimale Reisezeit, um den Gipfel zu erklimmen, gilt Mitte Juni bis Anfang August.